# Girolamo Bossi
Girolamo Bossi (1588-1646) est un érudit et philologue italien.

## Œuvres
- De toga romana Commentarius, ex quo facile romanæ antiquitatis studiosi cognoscere poterunt de ipsius togæ forma, authore, tempore, dignitate, textura, coloribus, usu et varietate, Pavie, 1612, in-4° ; inséré ensuite dans le 2e vol. du Novus Thesaur. Antiquitat. roman. de Sallengre.
- Isiacus, sive de sistro, Milan, 1612-22, in-12 ; également réimprimé par Sallengre.
- Epistolæ : il en publia trois recueils, l’un en 5 livres, Pavie, 1613, in-8° ; l’autre, ibid., 1620, in-4° ; le troisième, à Milan, 1623, in-8°.
- De senatorum latoclavo Observationes novantiquæ, etc., Pavie, 1618, in-4°, inséré par Sallengre, ubi supra.
- Encomiasticon, in quo mixtim Sylvæ, acclamationes, et epigrammata. Quo vero excurrit, Traiani Boccalinii est de Hipocyatho nuntius Parnassicus, ex sermone Italico in latinum versus, Milan, 1620, in-4°.
- Janotatius, sive de strena (des étrennes), Commentarius, Milan, 1624, 1628, in-8° ; réimprimé par Sallengre, ubi supra.
- Dissertatio academica de amore philologiæ, Milan, 1627, in-4°.